# Tiberije III. Apsimar
Tiberije III. Apsimar (grč. Τιβέριος Γ') (? – Carigrad, 15. veljače 706.), poznat i kao Tiberios III. ili Tiberius III. bio je bizantski car od 698. do 705. godine.
Tiberije je bio germanski vojni časnik čije je pravo ime bilo Apsimar. Nakon povratka admirala Ivana Patricija iz Kartage na Kretu 697. godine, njegova flota se pobunila, svrgnula ga s vlasti i zamijenila ga Apsimarom. Apsimar je tada otplovio prema Carigradu i opsjeo ga. Izdvojeni vojnici, pješaštvo i carska straža su mu otvorili gradska vrata i proglasili ga carem. Svrgnutom caru Leontiju odrezan je nos, što znači da je bio kažnjen istom kaznom kojom je on kaznio svoga prethodnika, Justinijana II.
Kao car, Tiberije je ignorirao stanje u Africi, gdje je Kartaga bila definitivno izgubljena, ali je napao kalifa Abd al-Malika, te je pobjeđivao u mnogim manjim vojnim sukobima dok je napredovao prema Siriji, koji je napao 701. godine. Arapi su 703. i 704. godine pretrpjeli poraz na Siciliji.
U međuvremenu, Justinijan II. je pobjegao iz progonstva i vratio se u Carigrad uz pomoć bugarskog kana Tervela 705. godine.
Dok je pokušavao ući u Carigrad sa svojim pristašama, Justinijan je lako ponovno stekao kontrolu, te je dao uhititi i pogubiti Tiberija III. Apsimara. Nešto kasnije, jednaka je kazna stigla i Tiberijevog brata Heraklija, kojeg je Tiberije imenovao upraviteljem teme Anatolije.
| Prethodnik:            | Bizantski carevi | Nasljednik:                           |
| Leoncije (695. – 698.) | Bizantski carevi | Justinijan II. Rinotmet (705. – 711.) |